# 桑吉號撞船事故
桑吉號撞船事故发生於2018年1月6日，當時一艘懸掛巴拿马權宜船旗的伊朗油輪桑吉號，正從伊朗前往韩国，當時船上裝有13.6万吨（96万桶）天然氣凝析油，在距離中国上海160海里（300）的海域與懸掛香港區旗的長峰水晶號（CF Crystal）货船相撞 。撞船后不久，桑吉號便起火；经过一周的大火和航行后，它于1月14日沉没。
桑吉號上32名船員全部遇難。
長峰水晶號的船员获救，该船最終駛入了中国大陸的港口。根据伊朗国家石油公司的估算，桑吉號沉沒的經濟损失约为1.1億美元。

## 碰撞
2018年1月6日晚，北京時間8點左右，一艘裝有136,000吨（960,000桶）從北方-南帕斯天然气田開採的天然氣凝析油桑吉號油轮，從伊朗阿萨卢耶出發，計劃前往韓國大山邑交付給韩国石化公司韓華道達爾。桑吉號在距離中國上海的160海里（300）的東海海面上与香港籍货轮長峰水晶號相撞並起火。
桑吉號是蘇伊士型的雙殼油輪，隸屬於伊朗國家油輪公司，全长274.18（899英尺6英寸），總噸位为85,462，載重噸位为164,154公噸（180,949短噸）。油轮于2008年由現代三湖重工業在韓國靈岩郡建造。
與桑吉號发生碰撞的長峰水晶號是一艘散货船，當時從美国卡拉马出發，目的地是中国廣東省東莞市麻涌镇，船上装载了64,000公噸（71,000短噸）的谷物。这艘船是由中船澄西船舶修造有限公司于2011年为長宏集團(香港)有限公司所建造的，并由上海中波国际船舶管理有限公司負責管理。 長峰水晶號为巴拿马型散货船，总吨位为41,073吨，載重噸位为71,725公噸（79,063短噸）。撞船事件发生后，長峰水晶號的21名船員全部獲救。長峰水晶號于1月10日駛入舟山港口。

### 桑吉號沉没
大韓民國海洋警察廳和美国海军协助中国当局搜寻失聯的桑吉號船员，尽管油轮有爆炸的危险，但搜尋仍继续进行。1月8日，一名桑吉號船员的尸体被发现。据报道，桑吉號在1月10日開始爆炸。韩国韓國海洋水產部表示，大火可能燃烧长达四个星期。
2018年1月12日，鹿儿岛的日本海上保安廳表示，桑吉號于1月10日下午來到日本专属经济区。1月11日下午位於奄美大島西北300（186英里）。
1月13日，一支中国救援队从桑吉號上的一艘救生艇中發現了两具尸体，并从艦橋上發現了船載航程資料記錄儀。中國派出的四人救援队虽然配备了呼吸機，由於風向突變，為避免受到有毒煙霧傷害，四人救援队在登上桑吉號后不到半小时就被迫离开。
1月14日下午4:45，桑吉號油轮沉没，30名伊朗船员和2名孟加拉国船员全部罹難。伊朗海事机构负责人告诉美联社：“没有希望找到幸存者。”
1月17日，中国交通运输部宣布， 桑吉號的残骸位于海底115（377英尺）處。

## 对环境造成的影响
根据路透社的報道，由于此次事故，一個13乘11（7.0乘5.9海里）大小的油污在海面上形成，並在風向影響下朝日本漂移。天然氣凝析油是一种高挥发性、剧毒的液體，对环境极为有害。除海面油污外，沉船處还有剩余的天然氣凝析油和船用燃油，威胁着海底環境。船用燃油估计有2,000公噸（2,200短噸）。
《纽约时报》的一篇文章进一步讨论了对环境的影响，称发生漏油的那片东海海域是魚類產卵的位置，以及鯨魚的所經之處。《纽约时报》還将桑吉號沉船事件与阿拉斯加港湾漏油事件进行了比较。
英國國家海洋中心和南安普敦大学研究人员基于计算机模拟，通過在高分辨率下2006-2015年期间全球气候模式世界洋中使用拉格朗日粒子跟蹤和回測洋流的方法绘制了潜在污染区域的地图，并估计污染将在三个月内到达韩国沿海地区。基于桑吉號沉沒位置進行模拟，同一研究人员随后估计，由于强烈的黑潮影响，污染可能会在一个月内抵达日本。研究人員推測桑吉號油污已到達奄美大島，预计油污可能還会到达琉球群岛，并可能影响那里的珊瑚礁。但是，中国国家海洋局在青岛使用的海洋环流模型則显示另一条污染路径，该路径将绕过日本的沿海水域。
《纽约时报》聲稱，环境损害，包括可能的海滩污染以及对渔业的损害，可能是巨大的，将由有关方面及其保险人赔偿。
美国有线电视新闻网的一份报告指出，桑吉號的油污的大小已增加到100平方（40平方英里）。
与原油泄漏相比，天然氣凝析油的挥发性使其对环境的影响則有所不同。《自然》杂志的一份报告指出，由于和原油存在差异，此次漏油事故最重要的一點是其对海域周圍居民的毒性作用可能是一時的，所以不必過於擔心天然氣凝析油沉積或污染海灘。